# Greger (orgelbyggare)
Greger, även Gregoris, begravdes 27 november 1652 i Norrköping, Östergötlands län, var en svensk orgelbyggare. Han byggde orglar under 1640-talet i Östergötland och på Öland.  

## Biografi
Greger bodde 1644–1646 på Strand kvarteret, Norrköping. Han bodde 1647–1651 på Dals kvarter, Norrköping. Greger begravdes 27 november 1652 i Norrköping och bodde då på Backen.

## Orgelverk
| År              | Ursprunglig kyrka    | Stift      | Manualer | Pedal | Stämmor | Bevarad orgel/fasad | Övrigt |
| --------------- | -------------------- | ---------- | -------- | ----- | ------- | ------------------- | --- |
| 1640 eller 1641 | Glömminge kyrka      | Kalmar     |          |       |         | Nej/Nej             | Orgeln brändes eller bortfördes vid danskarnas härjningar 1672. |
| 1647            | Törnevalla kyrka     | Linköpings |          |       | 4       | Nej/Nej             | Orgeln kostade 300 riksdaler och byggdes eventuellt av Casper Frager. Orgeln blev färdig den 12 mars 1647. En ny orgel byggdes 1833 av Gustaf Andersson, Stockholm. |
| 1647            | Östra Skrukeby kyrka | Linköpings |          |       | 5       | Nej/Nej             | Orgeln gavs i testament efter landshövdingen Hans Strijk änkefru Brita Skytte. En ny orgel byggdes 1794 av Pehr Schiörlin, Linköping.                               |
| 1649            | Å kyrka              | Linköpings |          |       | 4       | Nej/Nej             | Orgeln kostade 300 riksdaler. Orgeln reparerades 1750. En ny orgel byggdes 1846 av Sven Nordström, Norra Solberga.                                                  |